# Pápakovácsi
Pápakovácsi è un comune dell'Ungheria di 594 abitanti (dati 2001). È situato nella contea di Veszprém.